# L'uomo invisibile (serie animata)
L'uomo invisibile (El hombre invisible) è una serie televisiva a cartoni animati di lingua spagnola, coprodotta in Spagna e in Italia da BRB Internacional in collaborazione con Rai Fiction, Screen 21, MoonScoop e Smec. Si tratta di una rivisitazione in chiave futuristica del famoso romanzo fantascientifico L'uomo invisibile di H. G. Wells, con alcuni elementi dei protagonisti riconducibili anche all’Uomo Ragno, Hulk e al coevo Danny Phantom.

## Trama
In un mondo futuristico, lo studente universitario Alan Crystal sta affiancando il famoso scienziato Fred Bonel in un esperimento scientifico, volto a trovare una fonte inesauribile di energia pulita per tutto il pianeta. Durante un esperimento, una scimmia precedentemente liberata da Alan dalla gabbia nella quale era rinchiusa, aziona un dispositivo in fase di sperimentazione: la macchina, andata in corto circuito, emette due raggi di energia che colpiscono rispettivamente sia Alan, rendendo il suo corpo completamente invisibile, sia il magnate Wallace Morton, presente anch'egli al momento dell'incidente, trasformandolo nel supercriminale Opacus. Grazie ad una ragazza prodigio di nome Gina, che riesce a creare un costume perfettamente identico al suo vero aspetto, Alan comincia a vivere una doppia vita, combattendo contro criminali di ogni genere nei panni dell'Uomo Invisibile.

## Personaggi

### Protagonisti
Alan Crystal
Studente dell'Università di Magnapolis dove vive con il suo compagno di stanza Monty, è l'assistente del professor Bonel che, durante un esperimento in cui stava affiancando quest'ultimo, rimane vittima del malfunzionamento di un dispositivo ancora in fase di sperimentazione. A causa di ciò il suo corpo diviene totalmente invisibile, ma grazie all'aiuto di Gina riesce a procurarsi un costume perfettamente identico al suo vero corpo, potendo così continuare a vivere una vita normale. Tuttavia Alan decide combattere il crimine nei panni dell'Uomo Invisibile, una figura misteriosa riconoscibile solamente grazie all'impermeabile, al cappello e agli occhiali da sole che porta come "costume". È completamente impossibile vederlo quando è privo di indumenti. Composto e gentile nella vita di tutti i giorni, assume un atteggiamento provocatorio con una vena di sarcasmo e ironia nei confronti dei propri nemici. Ama molto la sua fidanzata, Linda, scegliendo di non rivelarle nulla sulla sua vera identità per non metterla in pericolo.
Doppiato da: ? (ed. originale), Paolo Vivio (ed. italiana)
Foton
Una scimmia con l'intelligenza di un umano dall'indole simpatica e vivace con un grande debole per le banane, aiuta l'Uomo Invisibile durante le missioni. Tiene molto ad Alan, rivelandosi sempre un utile sostegno per quest'ultimo, salvandolo nelle situazioni più disparate. È stato proprio lui ad azionare la macchina che ha reso Alan l'Uomo Invisibile.
Doppiato da: ? (ed. originale), ? (ed. italiana)
Gina Bloom
Una ragazzina di 12 anni dotata di un'intelligenza fuori dal comune, grazie alle sue conoscenze scientifiche ha creato per Alan un costume perfettamente identico al suo aspetto originale, permettendogli di continuare a vivere una vita normale. Mette sempre il suo aiuto a disposizione di Alan ogni qualvolta ne abbia bisogno. È l'unica persona a conoscere la vera identità dell'Uomo Invisibile.
Doppiata da: ? (ed. originale), Barbara Pitotti (ed. italiana)

### Antagonisti
Wallace Morton
Un magnate filantropo che, rimasto vittima dello stesso incidente che ha reso Alan l'Uomo Invisibile, ha ottenuto il potere di assorbire l'energia degli esseri viventi. Dal carattere freddo ed egoista, è stato lui a manomettere la macchina grazie alla quale ha ottenuto i suoi poteri, che ha deciso di mettere al servizio dei propri loschi piani. Il suo alter ego è il supercriminale Opacus, una losca figura simile ad un'ombra gigantesca. Il suo scopo è catturare l'Uomo Invisibile ed ottenere i suoi poteri per dominare il mondo. A differenza di Alan, ha la capacità di riassumere le proprie sembianze umane a piacimento ed è l'unica persona che riesce a vedere l'Uomo Invisibile.
Doppiato da: ? (ed. originale), Roberto Draghetti (ed. italiana)
Iron King
Capo di un'organizzazione criminale indossa sempre una maschera di ferro
Doppiato da: ? (ed. originale), Saverio Indrio (ed. italiana)
Wat

Doppiato da: ? (ed. originale), ? (ed. italiana)
Dr. Genius

Doppiato da: ? (ed. originale), Andrea Ward (ed. italiana)
Reflexia

Doppiata da: ? (ed. originale), Antonella Giannini (ed. italiana)

### Personaggi Secondari
Linda Giselle
Giornalista in erba dal carattere forte e deciso che divide la stanza con la sua migliore amica e collega Mary. Non si arrende facilmente quando c'è in gioco uno scoop e proprio a causa della sua caparbietà si caccia spesso nei guai. È la fidanzata di Alan e si insospettisce riguardo alle sue improvvise sparizioni, non sapendo che è in realtà l'Uomo Invisibile.
Doppiata da: ? (ed. originale), Monica Ward (ed. italiana)
Monty Flipps
Compagno di stanza di Alan, è un ragazzo ingenuo che prende la vita alla leggera. È un complottista facilmente suggestionabile dai fenomeni paranormali.
Doppiato da: ? (ed. originale), Alessio Ward (ed. italiana)
Mary Astor
Compagna di stanza e migliore amica di Linda, anche lei ha mosso i primi passi come giornalista. Fa sempre coppia con Linda durante le interviste, svolgendo il ruolo di cameraman.
Doppiata da: ? (ed. originale), Cinzia Villari (ed. italiana)
Westwood
È il capo della polizia di Magnapolis. Dall'arrivo dell'uomo invisibile ha perso credibilità agli occhi dei cittadini.
Doppiato da: ? (ed. originale), Giorgio Locuratolo (ed. italiana)
Syd Network
Direttore di Magna TV, è la parodia del famoso J. Jonah Jameson, direttore del Daily Bugle nelle storie fumetti dell'Uomo Ragno, per il quale prova una profonda antipatia. Scredita l'Uomo Invisibile con l'obiettivo di far credere alla massa che si tratti solo di un delinquente.
Doppiato da: ? (ed. originale), Andrea Ward (ed. italiana)